# Novation (juridik)
Novation (senlat. novatio 'förnyelse', av lat. novus) innebär inom juridiken att ett tidigare skuldförhållande har förändrats på ett sätt som gör att de gamla förpliktelserna har upphört och nya förpliktelser träder i dess ställe. Om någon till exempel har skrivit under en låneförbindelse, och om villkoren för denna låneförbindelse senare ändras avsevärt ifråga om t.ex. räntor, återbetalningstid och säkerheter, kan detta innebära en novation.